# Парламентские выборы в Косове (2014)
Парламентские выборы в Косове прошли 8 июня 2014 года.

## Контекст
В Ассамблее Косова 120 мест, из которых 10 зарезервированы для представителей сербского национального меньшинства, ещё 10 — для депутатов остальных нацменьшинств: четыре — цыгане, ашкали и гюпты, три — боснийцы, два — турки, одно место — горанцы, остальные 100 депутатов избираются по пропорциональной системе. После формирования Ассамблеи депутаты изберут нового премьер-министра и президента Косова.
7 мая 2014 года 90 из 115 депутатов Ассамблеи проголосовали «за» самороспуск в связи с тем, что представители сербских партий отклонили голосование по проекту закона о создании армии Косова, а согласно Конституции принятие законов невозможно без согласия представителей национальных меньшинств. После этого премьер-министр Косова Хашим Тачи сказал, что нет смысла в существовании парламента, который не может решить судьбу собственной армии, сообщив, что новые выборы пройдут 8 июня. Позже эту дату подтвердила президент Атифете Яхьяга.
6 июня в городе Грачанице в Сербии на предвыборном митинге проправительственной партии «Гражданский список» министр обороны Братислав Гашич заявил, что они не признают независимость Косова, но гражданам необходимо проголосовать за кандидатов от сербского меньшинства «ради благополучия Сербии, нашего народа, выживания и будущего наших детей». В заявлении внешнеполитической службы Европейского союза было сказано, что эти «первые выборы после успешного завершения переговоров по Соглашению о стабилизации и ассоциации между ЕС и Косовом» будут свободными, справедливыми и всеобъемлющими на всей территории края:
Косово добилось впечатляющих успехов в отношениях с ЕС и в процессе нормализации отношений с Сербией в течение последних двух лет. Мы с нетерпением ждем продолжения выполнения наших обязательств в Косове и тесного взаимодействия с новым правительством после выборов.

## Голосование
Голосование началось 8 июня в 07:00 (09:00 по московскому времени) в 798 избирательных центрах, на которых находятся 2374 избирательных участка. За первые четыре часа проголосовали 9,46 % избирателей. Голос можно было отдать за 30 партий, коалиций и групп граждан с более чем тысячей кандидатов. Партиям для прохождения в Ассамблею нужно было набрать 5 % голосов, коалициям — 7 %. Избирательным правом обладает 1 миллион 782 тысячи человек. Выборы впервые были проведены на всей территории, включая области с преобладанием сербского населения. Голосование на преимущественно сербском севере Косова было организовано миссией ОБСЕ. Следили за выборами порядка трех тысяч наблюдателей. Безопасность обеспечивали полиция Косова, Миссия Евросоюза в области верховенства закона в Косове (EULEX) и Международные силы безопасности под руководством НАТО, отвечающие за обеспечение стабильности в Косове (KFOR).. Наблюдатели из местного НПО «Демократия в действии» сообщили о 36 случаях наличия рекламных политических материалов на избирательных участках, 28 случаях присутствия неуполномоченных лиц, и о недостатках при проверках избирателей во избежание их повторного голосования.
По данным ЦИК, явка избирателей на 11:00 (13:00 мск) составила 9,87 % (169 932 человека из 1 782 454 зарегистрированных избирателей). В частности, в Косовской Митровице, где проживают этнические сербы, проголосовало 830 из 26 832 зарегистрированных избирателей. Правом голоса в Косове обладают 143 тысяч этнических сербов.
Избирательные участки закрылись в 19:00 (21:00 мск), после чего начался подсчет голосов.

## Результат
Согласно данным экзит-поллов, Демократическая партия Косова, возглавлявшаяся премьер-министром Хашимом Тачи, сразу вырвалась вперёд. После обработки 15 % бюллетеней с 2 тысяч 374 избирательных участков ДПК набрала 30 % голосов, Демократический союз Косова во главе с Исой Мустафой — 24 % голосов, партия «Самоопределение» — 9 %. Зафиксированы семь случаев нарушений во время голосования, задержаны 10 человек. Явка на выборах на тот момент составила 43,17 %, в муниципалитетах с преимущественным сербским населением — около 33 %. Премьер-министр Косова Хашим Тачи объявил о победе своей Демократической партии, которая после подсчета большей части голосов набрала 31 %, а Демократическая лига Косова — 26 % голосов. Таким образом, Тачи может сформировать коалиционное правительство в третий раз.
После подсчёта 94,14 % бюллетеней ДПК набрала 31,14 %, ДЛК — 26,15 %, Самоопределение — 13,74 %, Альянс за будущее Косова — 9,67 %, «Инициатива для Косова» — 5,37 %, «Новый косовский альянс» — 4,73 %, «Сербский список» — 2,92 %, ДТП Тюрк — 1,02 %.
После подсчёта 99,62 % бюллетеней ДРК имело 30,72 % голосов, ДСК — 25,72 %, «Самоопределение» — 13,51 %, «Альянс за будущее Косова» — 9,58 %, «Инициатива для Косова» — 5,24 %. Позже три проигравшие партии договорились о создании коалиции без участия победителя, а именно Демократический союз Косова во главе с Исой Мустафой, «Альянс за будущее Косова», возглавлявшийся бывшим фигурантом дела в Международном трибунале по бывшей Югославии Рамушем Харадинаем и «Инициатива для Косова» во главе с бывшим министром транспорта Фатмиром Лимаем. По некоторым данным, именно Харадинай — бывший премьер-министр Косова и бывший командир Освободительной армии Косова может стать новым премьером, так как у победившей ДРК нет партнеров для формирования коалиционного правительства, поскольку остальные партии отказались сотрудничать с ней. Коалицию поддержало и движение «Самоопределение». 10 июня коалиция опубликовала заявление о том, что партии нашли компромисс по кандидатуре нового премьер-министра, которым станет Рамуш Харадинай, Мустафа получит место спикера парламента, а Лимай — место вице-премьера. Официальные итоги выборов пока не подведены, но известно, что коалиция рассчитывает занять 69 мест в парламенте, в результате чего ДРК придется уйти в оппозицию.

## Международная реакция
- Европейский союз:

9 июня Верховный представитель Союза по иностранным делам и политике безопасности Кэтрин Эштон сказала:
Мы поздравляем избирателей с участием в досрочных парламентских выборах в Косове 8 июня. Эти выборы — шаг вперед в укреплении косовской демократии. Оценка наблюдательной миссии ЕС подтверждает, что выборы прошли надлежащим образом. Теперь мы ожидаем скорого формирования правительства, которое продвинет работу по всем ключевым задачам, в том числе экономическим реформам, усилиям по улучшению верховенства права, а также продолжит выполнять апрельское соглашение от 2013 года. ЕС полностью привержен европейским перспективам Косова и продолжит поддерживать усилия Косова в этом отношении.